# ماسافومی یوشیدا
ماسافومی یوشیدا (انگلیسی: Masafumi Yoshida؛ زادهٔ ۶ سپتامبر ۱۹۸۵) بازیکن فوتبال اهل ژاپن است.
از باشگاه‌هایی که در آن بازی کرده‌است می‌توان به باشگاه فوتبال ویسل کوبه اشاره کرد.